# VR Bank München Land
Die VR Bank München Land eG mit Sitz in Oberhaching (Landkreis München) ist eine Genossenschaftsbank in Bayern.
Ihr Geschäftsgebiet liegt mit 19 Standorten zwischen Pliening im Osten und dem Starnberger See. Das Wirtschaften dient nicht der Gewinnmaximierung.

## Geschichte
Der Grundstein für die heutige VR Bank München Land eG wurde im November 1912 von einem Geistlichen gelegt. Der Oberhachinger Pfarrer Anton Haubenthaler war der Motor hinter der Gründung des Spar- und Darlehenskassen-Vereins Oberhaching. Unter den 18 Gründungsmitgliedern der Genossenschaft waren Schreiner- und Maurermeister, Wagner, Bäcker, Ökonomen und Gürtler.

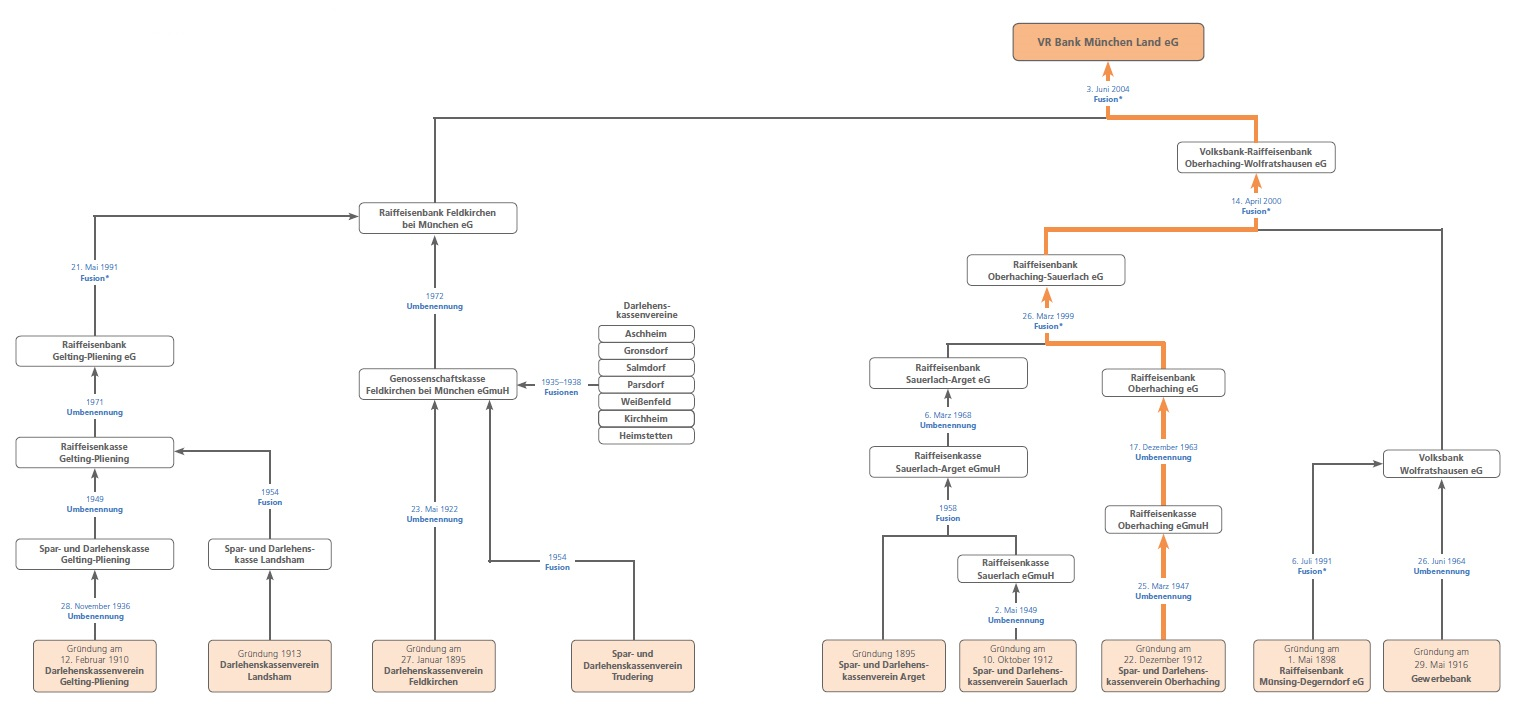
Fusionsstammbaum der VR Bank München Land eG

Am 22. Dezember 1912 fand im Gasthaus Forstner die erste Generalversammlung statt. Pfarrer Haubenthaler, der auch der Vorsitzende des Aufsichtsrates war, begrüßte die Vereinsmitglieder und die Interessenten. Ab 16 Uhr erklärte er den Zuhörern Zweck und Nutzen des neu gegründeten Vereins so eindringlich, dass an Ort und Stelle sechs Zuhörer Mitglied der Genossenschaft wurden. Unter ihnen waren Ökonomen aus Oberhaching, Furth und Deisenhofen und ein Kaufmann aus Furth. Außerdem wurde an diesem frostigen Winterabend die erste Frau Mitglied der Genossenschaft: Elisabeth Ertl aus Oberhaching. Alle zahlten jeweils fünf Mark Mitgliedsbeitrag und eine Beitrittsgebühr von zwei Mark. Gegen 19.30 Uhr beendete Pfarrer Haubenthaler die Veranstaltung. Ein paar Tage später, am 2. Januar 1913, wurde der Spar- und Darlehenskassenverein in das Genossenschaftsregister eingetragen.

## Wirtschaftliche Daten

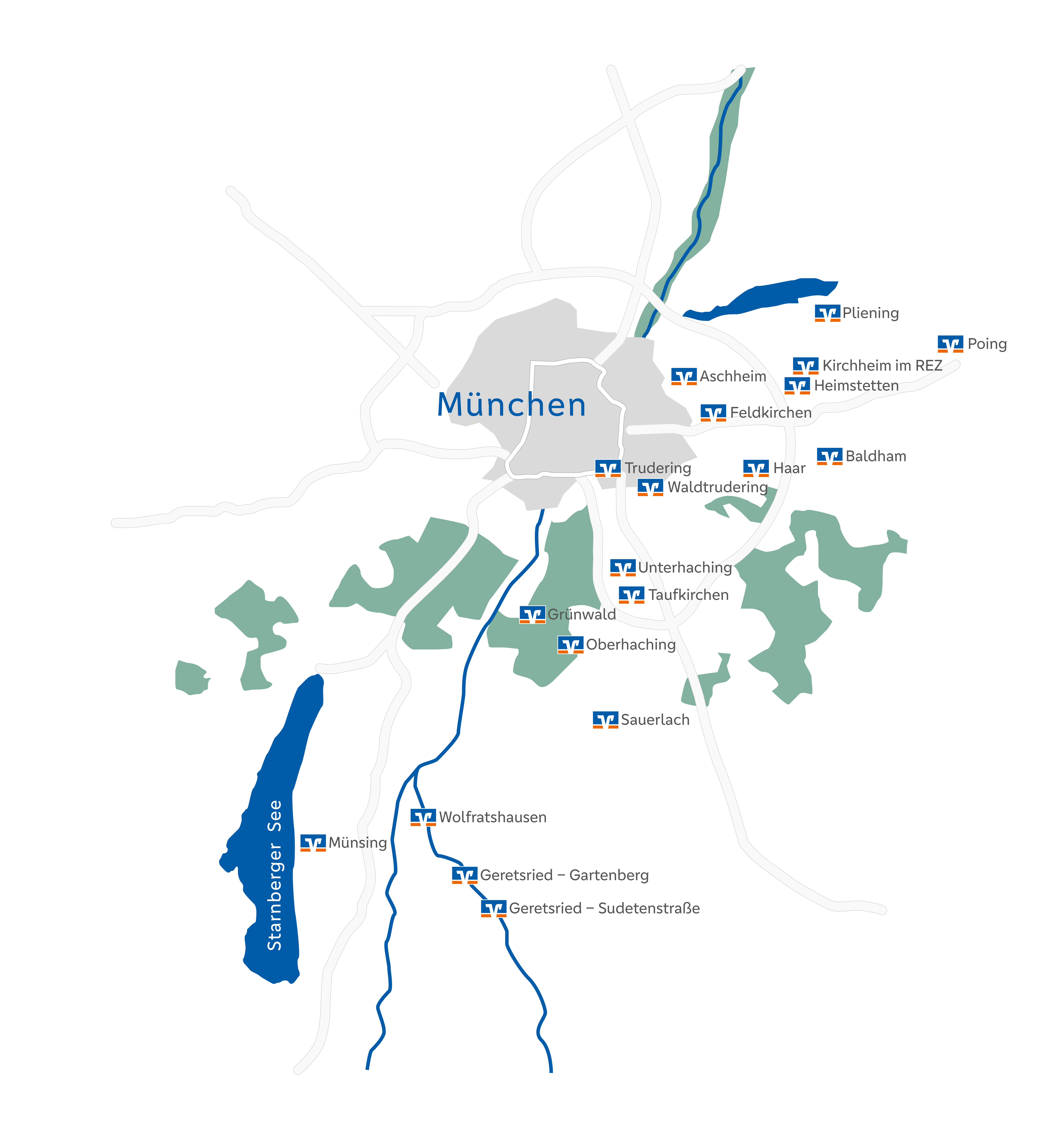
Geschäftsstellen der VR Bank München Land eG

109 Jahre später ist die Idee der 18 Gründungsmitglieder nach wie vor aktuell. Der kleine Spar- und Darlehenskassenverein hat sich zu einer der stärksten Genossenschaftsbanken Deutschlands entwickelt. Zum Jahresende 2023 betrug die Bilanzsumme der VR Bank München Land eG 2,485 Milliarden Euro. Die Bank ist mit 19 Standorten im Münchner Stadtgebiet sowie im südöstlichen Umkreis von Münsing am Starnberger See bis Pliening im Landkreis Ebersberg präsent. Am 31. Dezember 2023 waren von 60.484 Kunden 27.174 zugleich Mitglieder und Miteigentümer der Bank. Am Stichtag bezifferte sich das betreute Kundenvolumen auf 5,959 Milliarden Euro und die Bilanzsumme auf 2,485 Milliarden Euro.

## Organisation
Die Bank ist eine eingetragene Genossenschaft, deren Rechtsgrundlagen das Genossenschaftsgesetz und die durch die Vertreterversammlung der Bank erlassene Satzung sind. Organe sind der Vorstand, der Aufsichtsrat und die Vertreterversammlung. Letztere besteht aus gewählten Mitgliedern der Bank, die die anderen Mitglieder vertreten.

## Finanzpartner
Die VR Bank München Land eG arbeitet mit Finanzpartnern aus der Genossenschaftlichen FinanzGruppe Volksbanken Raiffeisenbanken zusammen.

## Einlagensicherung und Institutsschutz
Die VR Bank München Land eG ist der amtlich anerkannten BVR Institutssicherung GmbH und der zusätzlichen freiwilligen Sicherungseinrichtung des Bundesverbandes der Deutschen Volksbanken und Raiffeisenbanken e. V. angeschlossen. Gemeinsam gewährleisten diese den Schutz der Kundeneinlagen.

## Arbeitgeber
Mit Stand vom 31. Dezember 2023 arbeiteten 340 Mitarbeitende bei der VR Bank München Land eG, die somit ein bedeutender Arbeitgeber in der Region ist. Davon waren am Stichtag 28 Auszubildende bei der Bank beschäftigt.

## Gesellschaftliches Engagement
Die Bank fördert regionale Institutionen und Maßnahmen (soziale karitative Einrichtungen, Kinder und Jugend, Bildung und Erziehung, Kultur, Sport, humanitäre Hilfe sowie Soziales und Pflege). Die Vereine, Schulen und Kindergärten sowie gemeinnützige Einrichtungen werden mit Geld- und Sachspenden (Nutzfahrzeuge, Sitzbänke, Defibrillatoren usw.) in Höhe von mehr als 189.000 Euro im Jahr unterstützt. Laut § 2 der Satzung der VR Bank München Land eG ist der Zweck der Genossenschaft die wirtschaftliche Förderung und Betreuung ihrer Mitglieder.